# 狐狗狸
狐狗狸（日语：コックリさん）是日本一種源自西洋「桌靈轉（Table-turning）」的占卜。一般認為是動物靈的占卜，是都市傳說的常見題材。

## 概要
在日本，人們相信是叫出狐靈的行為（降靈術），所以稱作。桌上放置寫有「是、否、鳥居、男、女、五十音表」的紙，在紙上放置硬幣（主要是十圓硬幣），参加者全員將食指放在硬幣上，唸出讓硬幣移動。

## 起源
據說是1884年，由漂至伊豆半島的美國船員傳入日本，之後在日本流行。當時在日本洋式桌子尚未普及，所以用3支竹子支撐櫃子代用。因為櫃子傾斜的樣子而稱作或，之後以「狐」、「狗」、「狸」表記，而寫成。

## 腳注
1. ↑  或稱作「table tipping」、「table moving」、「table talking」。
2. 1 2 3 4  安斎育郎 （講談社 2002年9月20日）

## 外部連結
- 河野圭司編『古今博聞叢談』文林堂、1892年 （页面存档备份，存于）
- 『妖怪玄談』井上圓了：新字新仮名 （页面存档备份，存于）（青空文庫）